# Schneeberg (Alpy)

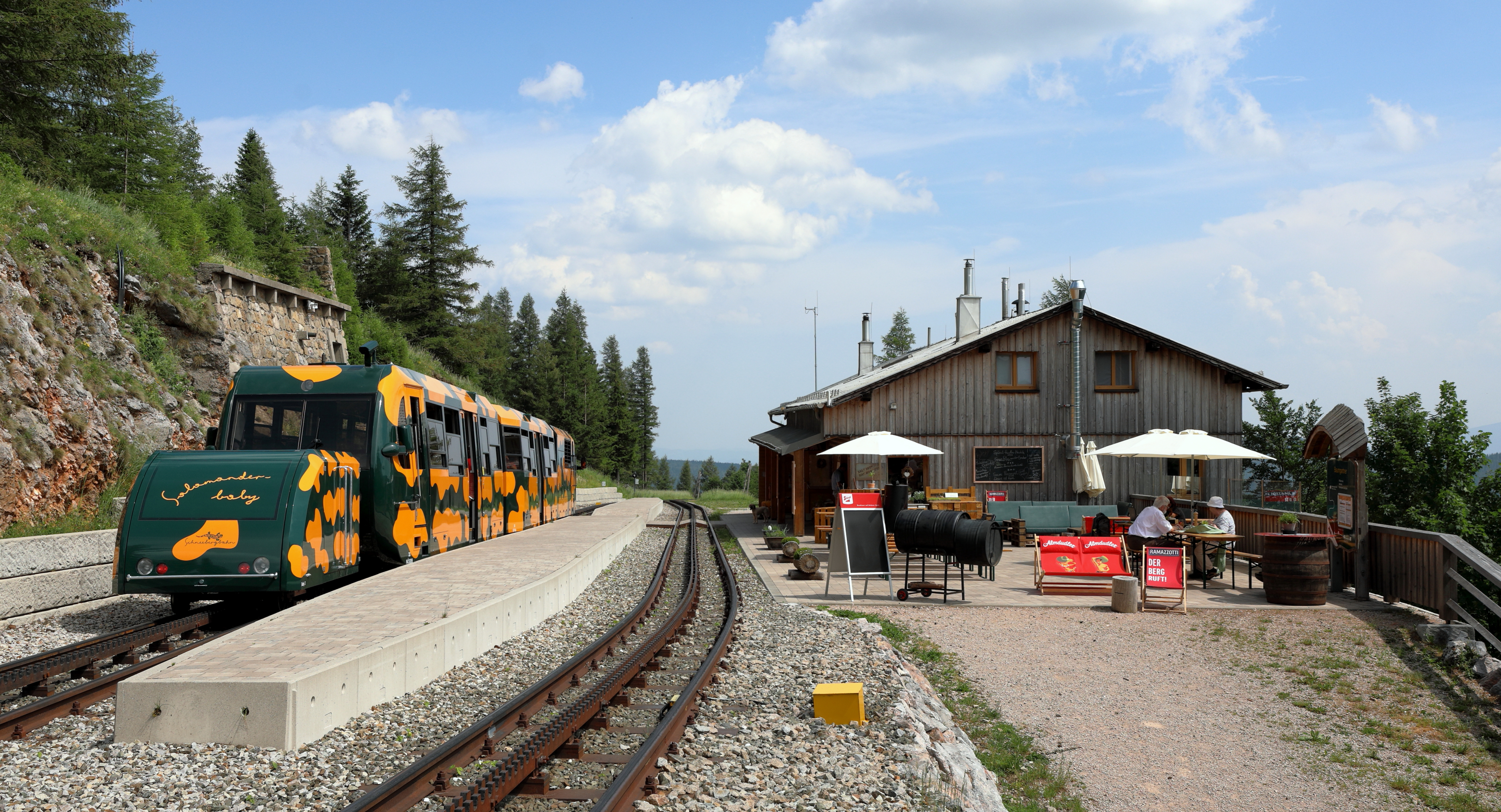
Ozubnicová železnice - Salamander

Schneeberg nebo též česky Vídeňský Sněžník je horský masiv v Rakousku asi 60 km jihozápadně od Vídně. Jde o nejvýchodnější část Alp přesahující nadmořskou výšku 2000 metrů. Nejvyšší vrchol Klosterwappen (2076 m) je také nejvyšším bodem Dolního Rakouska. Masiv má značnou prominenci a výrazně převyšuje své okolí. Výstup na vrchol z jižní strany prochází několika zajímavými soutěskami a přestože není technicky náročný, je nutno překonat velké převýšení.
Za příznivé viditelnosti je možno nápadně čnějící Schneeberg spatřit z mnoha míst Moravy, např. z vrcholků Chřibů, Bílých Karpat, z Babího lomu nebo Hádů u Brna, z Miroslavských kopců, z Pekelného kopce a Klučovské hory u Třebíče, z Javořice, z Kopečku ve Žďárských vrších a dokonce z 260 km vzdáleného Radhoště.

## Turismus
Jak již napovídá název (Sněžná hora), jsou zde sněhové podmínky velmi dobré. Lyžuje se zde až do konce května. Mezi skialpinisty jsou vyhledávané především severní stráně, kterými vede několik cest. Z obce Puchberg am Schneeberg (577 m, klimatické lázně) ležící pod masivem vede až do výšky 1795 m ozubnicová železnice.
Výstup od jihu
Opěrným bodem je zde chata Weichtalhaus (563 m) ležící v údolí Höllental, mezi pohořími Rax a Schneeberg. Výstup od jihu s sebou nese průchod suchou soutěskou Weichtalklamm, kde se dno soutěsky zužuje místy jen na 1,5 metru a nad hlavami se tyčí stěny vysoké až 200 metrů. Po absolvování místy zajištěné soutěsky (řetězy, žebříky) se stezka dostává k chatě Kienthalerhütte (1380 m). Nad chatou se zvedá skalní zub Turmstein (1416 m), jehož vrchol je zpřístupněn ferratou obtížnosti C. Od chaty pokračuje cesta pásmem klečí a v závěru prudším chodníkem v trávě na vrchol. Zde se nachází velký kovový kříž a nevzhledná konstrukce radaru s několika vysílači.
Délka: Weichtalhaus - Kienthalerhütte (2,5 hod.) - Klosterwappen (2 hod.) - sestup stejně 3,5 hod. Sestup přes Edelweisshütte do Puchbergu (3,5 hod.)
Na severu severovýchodě masivu se nalézají vodopády Sebastian Wasserfälle, kde vedle sebe padá v travertinovém svahu hned několik závojů a tak trochu připomíná menší Plitvice. Místo je velmi navštěvované.

## Chaty
- Weichtalhaus (563 m); v údolí Höllental, poblíž hlavní silnice č. 27
- Edelweißhütte (1235 m); uzavřená v listopadu
- Sparbacherhütte (1248 m); dosažitelná za 45 min. z Losenheimu
- Friedrich Haller Haus (1250 m); v zimě zavřena, dosažitelná z Reichenau za 2 hod.
- Kienthalerhütte (1380 m); otevřena od začátku května do konce října, dosažitelná za 2,5 hod. z údolí Höllental
- Heinrich Krempel Hütte (1561 m); nepřístupná veřejnosti, chata rakouské záchranné služby
- Berghaus Hochschneeberg (1800 m)
- Damböckhaus (1810 m); v zimě zavřena, dosažitelná 15 min. od konečné stanice železnice
- Fischerhütte (2049 m); poblíž vrcholu, dosažitelná z Losenheimu za 2,5 hod.

### Externí odkazy

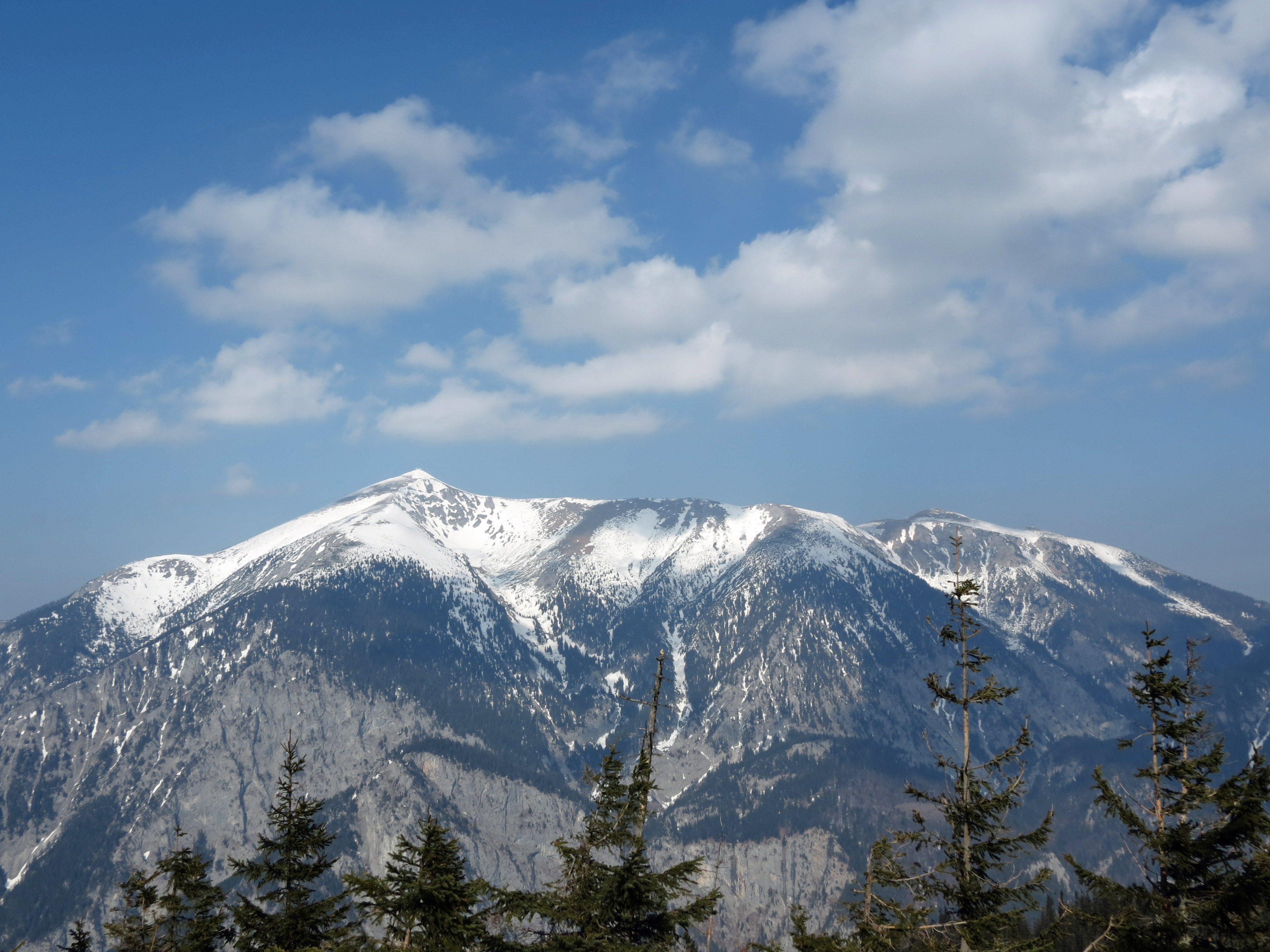
Schneeberg

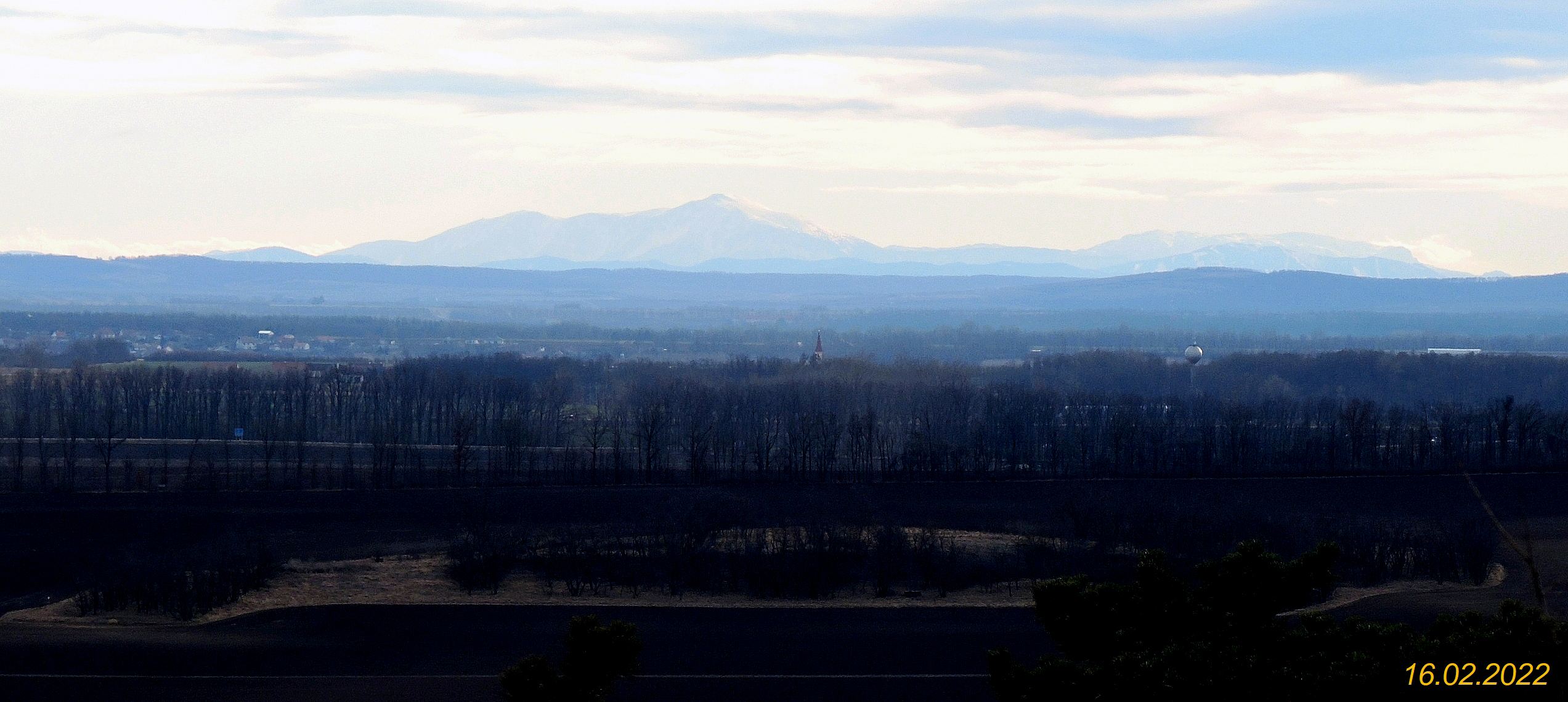
Pohled z Markova kopce u Miroslavi, 150 km severněji.

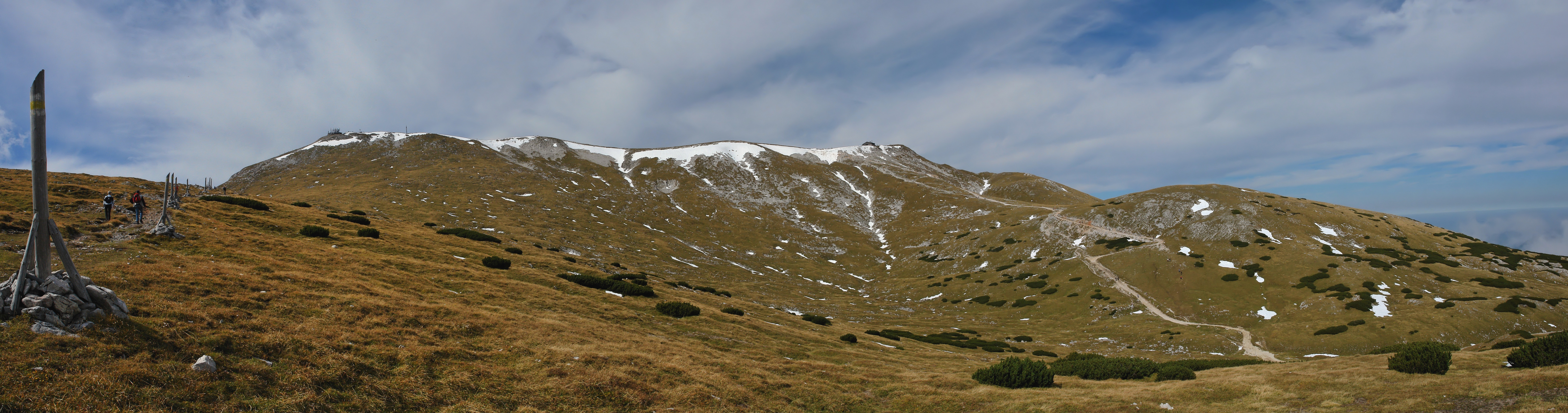
Panorama vrcholové plošiny Schneeberg